# Cory alla Casa Bianca
Cory alla Casa Bianca è una sitcom statunitense, spin-off della serie televisiva Raven.
La serie è andata in onda sul Disney Channel statunitense dal 12 gennaio 2007 al 12 settembre 2008. In Italia è arrivata il 16 maggio 2007 in anteprima esclusiva su Disney Channel; il 7 dicembre 2008 iniziò invece la trasmissione in chiaro su Italia 1.

## Trama
La serie si concentra su Cory Baxter, fratello di Raven, che si è trasferito da San Francisco a Washington, dopo che suo padre Victor Baxter ha ottenuto un lavoro da capo-chef presso la Casa Bianca. I migliori amici di Cory sono Newt Livingstone, il figlio di un senatore, e Meena Paroom, figlia dell'Ambasciatore della Bahavia. E così, Cory inizia la sua nuova vita; sviluppa una breve cotta per Meena, fonda una band (i "DC3") e conosce il migliore del gruppo, Jason "Stickler", il figlio di una spia della CIA segretamente innamorato di Meena. Cory è spesso disturbato dalla figlia del Presidente, Sophie Martinez, e viene anche richiamato di frequente da Samantha Samuels, l'assistente del Presidente, ma si trova molto bene con quest'ultimo, Richard Martinez, mentre affronta le piccole grandi sfide quotidiane.

## Produzione
Lo show venne creato da Marc Warren e Dennis Rinsler, che avevano già prodotto Gli amici di papà e Raven.
Sono stati prodotti complessivamente 21 episodi per la prima stagione e 13 per la seconda.
Le riprese della serie sono iniziate il 18 luglio 2006 agli Hollywood Center Studios con la presenza del pubblico dal vivo per alcune scene.

## Personaggi

### Principali
Solo Kyle Massey e Rondell Sheridan appaiono in tutti gli episodi.
| Attore           | Personaggio                 | Stato       | Stagione 1 | Stagione 2 |
| ---------------- | --------------------------- | ----------- | ---------- | ---------- |
| Kyle Massey      | Cory Baxter                 | 2007 - 2008 | 21         | 13         |
| Maiara Walsh     | Meena Paroom                | 2007 - 2008 | 20         | 12         |
| Jason Dolley     | Newt Livingston             | 2007 - 2008 | 20         | 9          |
| Madison Pettis   | Sophie Martinez             | 2007 - 2008 | 14         | 12         |
| Rondell Sheridan | Victor Baxter               | 2007 - 2008 | 21         | 13         |
| John D'Aquino    | Presidente Richard Martinez | 2007 - 2008 | 15         | 11         |

### Ricorrenti
| Attore         | Personaggi       | Episodi |
| -------------- | ---------------- | ------- |
| Lisa Arch      | Samantha Samuels | 13      |
| Jake Thomas    | Jason Stickler   | 11      |
| Jordan Puryear | Candy Smiles     | 9       |
| Zolee Griggs   | Tanisha          | 9       |

## Episodi
| Stagione         | Episodi | Prima TV USA | Prima TV Italia |
| ---------------- | ------- | ------------ | --------------- |
| Prima stagione   | 21      | 2007         | 2007            |
| Seconda stagione | 13      | 2007-2008    | 2008            |